# Regis Toomey
Regis Toomey, nome completo John Regis Toomey (Pittsburgh, 13 agosto 1898 – Los Angeles, 12 ottobre 1991), è stato un attore statunitense.

## Biografia
Figlio di Francis X. e Mary Ellen Toomey, Regis Toomey frequentò la Peabody High School nella natia Pittsburgh (Pennsylvania), intenzionato inizialmente ad intraprendere gli studi di legge, ma l'interesse per il mondo dello spettacolo e della recitazione prese il sopravvento. Si iscrisse all'Università di Pittsburgh, dove frequentò corsi di arte drammatica e divenne membro della confraternita Sigma Chi, laureandosi nel 1921. Toomey iniziò la carriera artistica in compagnie di giro, sfruttando una certa abilità come cantante. Nel 1925, mentre era in tournée in Inghilterra con lo spettacolo Little Nelly Kelly di George M. Cohan, una grave forma di laringite lo costrinse ad abbandonare le parti cantate nei musical e lo indirizzò verso la carriera di attore teatrale, con numerose apparizioni a Broadway, e più tardi verso Hollywood.
Dopo aver firmato un contratto a lungo termine con la Paramount-Famous-Players-Lasky, Toomey fece il suo debutto cinematografico in Alibi (1929), accanto a Chester Morris, il primo film di gangster interamente parlato della storia del cinema. Due anni più tardi apparve nel ruolo di Chick Hewes, protagonista accanto a Clara Bow in Kick In (1931), tra i primi film parlati della Bow. Nel lungo periodo trascorso presso la Paramount, durante gli anni trenta, Toomey divenne progressivamente un interprete caratterista e apparve in numerose pellicole come La pattuglia dei senza paura (1935), La grande città (1937), La signora del venerdì (1940), Passaggio a Nord-Ovest (1940) e Giubbe rosse (1940). Nel 1940 sottoscrisse un contratto biennale con la Warner Brothers e recitò in celebri film come Bombardieri in picchiata (1941), La storia del generale Custer (1941), nel ruolo di Fitzhugh Lee, e la commedia Benvenuti al reggimento!, al fianco di Jimmy Durante, pellicola ricordata per il lungo bacio (3 minuti e 5 secondi) che Toomey, nella parte del capitano Joe Radcliffe, scambiò con la partner Jane Wyman.
Scaduto il contratto con la Warner, Toomey proseguì la carriera come attore free lance, continuando ad arricchire la propria filmografia con titoli di prestigio e con una grande varietà di personaggi. Interpretò numerosi ruoli di investigatore e uomo di legge, come il detective Chewing Gum in La donna fantasma (1944), il sergente Gillespie in Io ti salverò (1945) di Alfred Hitchcock, il capo ispettore Bernie Ohls ne Il grande sonno (1946) di Howard Hawks, al fianco di Humphrey Bogart, l'ispettore O'Haffey in Alta marea (1947), l'ispettore Clint Judd ne L'impronta dell’assassino (1948). Tra gli altri titoli nei quali apparve negli anni quaranta e all'inizio degli anni cinquanta, sono da ricordare La moglie del vescovo (1947), Il ragazzo dai capelli verdi (1948), Le due suore (1949), nel ruolo di Monsignor Talbot, il melodramma Peccato (1949), al fianco di Bette Davis, il fantastico Il re dell'Africa (1949), i polizieschi Sparate senza pietà (1950) e Nei bassifondi di Los Angeles (1951), i western Yvonne la francesina (1950) e Kociss l'eroe indiano (1952).
Dall'inizio degli anni cinquanta Toomey intraprese un'intensa carriera televisiva, diventando una presenza familiare presso gli spettatori del piccolo schermo. Tra i suoi successi del decennio, da ricordare la serie The Mickey Rooney Show (1954-1955), in cui apparve in 23 episodi nel ruolo dell'ufficiale di polizia Joe Mulligan, padre del personaggio interpretato da Mickey Rooney. L'attore arricchì ulteriormente la sua galleria di personaggi di poliziotto, impersonando il tenente Manny Waldo in otto episodi della serie Four Star Playhouse (1952-1956), e il tenente McCough in altrettanti episodi della serie Richard Diamond (1957-1958). Malgrado l'intensa attività televisiva, durante gli anni cinquanta Toomey continuò ad apparire come caratterista sul grande schermo, in film quali Bulli e pupe (1955), nel ruolo di Arvide Abernathy, L'idolo della canzone (1958), nella parte del reverendo Easton al fianco di Tommy Sands, i western L'agguato delle cento frecce (1956) e Ultima notte a Warlock (1959), e il film d'avventura Tuoni sul Timberland (1960).
Con l'avvento degli anni sessanta, Toomey continuò ad essere attivissimo. Per il grande schermo apparve nel western L'occhio caldo del cielo (1961) di Robert Aldrich, nella commedia Il mattatore di Hollywood (1961), interpretata da Jerry Lewis, e l'avventuroso Viaggio in fondo al mare (1961), in cui interpretò il ruolo del Dottor Jamieson. Numerose le apparizioni in serie televisive come Shannon (1961-1962), in cui ricoprì il ruolo di Bill Cochran in otto episodi, a supporto di George Nader, La legge di Burke (1963-1965), nel ruolo del sergente Les Hart, uno degli investigatori che assistono il detective Amos Burke (Gene Barry), protagonista della serie. Toomey apparve anche in due episodi della serie Perry Mason (1960-1965), nel primo dei quali, The Case of the Loquacious Liar, interpretò il ruolo dell'assassino.
Toomey chiuse il decennio con il ruolo del dottor Barton Stuart in sette episodi della serie Petticoat Junction (1968-1969), nel quale fu affiancato dalla giovane June Lockhart nella parte della dottoressa Janet Craig. Dall'inizio degli anni settanta l'attore rallentò progressivamente l'attività e apparve ancora in singoli episodi di alcune serie quali Sulle strade della California (1973), Difesa a oltranza (1974), Fantasilandia (1978), e Nancy, Sonny & Co. (1982), che segnò il suo definitivo addio alle scene dopo sessant'anni di carriera e una filmografia con oltre duecento titoli all'attivo.
Sposato dal 1925 con Kathryn Scott (morta nel 1981), Regis Toomey morì a Los Angeles il 12 ottobre 1991, all'età di 93 anni.

## Filmografia

### Cinema
- Alibi, regia di Roland West (1929)
- The Wheel of Life, regia di Victor Schertzinger (1929)
- Illusion, regia di Lothar Mendes (1929)
- Rich People, regia di Edward H. Griffith (1929)
- Street of Chance, regia di John Cromwell (1930)
- Framed, regia di George Archainbaud (1930)
- Crazy That Way, regia di Hamilton MacFadden (1930)
- The Light of the Western Stars, regia di Otto Brower ed Edwin H. Knopf (1930)
- Shadow of the Law, regia di Louis J. Gasnier (1930)
- Good Intentions, regia di William K. Howard (1930)
- A Man from Wyoming, regia di Rowland V. Lee (1930)
- Donne di altri uomini (Other Men's Women), regia di William A. Wellman (1931)
- Scandal Sheet, regia di John Cromwell (1931)
- Finn ed Hattie (Finn and Hattie), regia di Norman Z. McLeod e Norman Taurog (1931)
- The Finger Points, regia di John Francis Dillon (1931)
- Kick In, regia di Richard Wallace (1931)
- Murder by the Clock, regia di Edward Sloman (1931)
- Graft, regia di Christy Cabanne (1931)
- 24 Hours, regia di Marion Gering (1931)
- Touchdown, regia di Norman Z. McLeod (1931)
- Under 18, regia di Archie Mayo (1931)
- Perfidia (Shopworn), regia di Nicholas Grinde (Nick Grinde) (1932)
- The Midnight Patrol, regia di Christy Cabanne (1932)
- L'urlo della folla (The Crowd Roars), regia di Howard Hawks (1932) – non accreditato
- They Never Come Back, regia di Fred C. Newmeyer (1932)
- A Strange Adventure, regia di Phil Whitman e Hampton Del Ruth (1932)
- The Penal Code, regia di George Melford (1932)
- State Trooper, regia di D. Ross Lederman (1933)
- Soldiers of the Storm, regia di D. Ross Lederman (1933)
- Sfidando la vita (Laughing at Life), regia di Ford Beebe (1933)
- She Had to Say Yes, regia di George Amy e Busby Berkeley (1933)
- Big Time or Bust, regia di Sam Newfield (1933)
- What's Your Racket?, regia di Fred Guiol (1934)
- Picture Brides, regia di Phil Rosen (1934)
- Murder on the Blackboard, regia di George Archainbaud (1934)
- She Had to Choose, regia di Ralph Ceder (1934)
- Redhead, regia di Melville W. Brown (1934)
- Red Morning, regia di Wallace Fox (1934)
- L'ombra del dubbio (Shadow of Doubt), regia di George B. Seitz (1935)
- Great God Gold, regia di Arthur Lubin (1935)
- La pattuglia dei senza paura (G' Men), regia di William Keighley (1935)
- Notte gialla (One Frightened Night), regia di Christy Cabanne (1935)
- Manhattan Moon, regia di Stuart Walker (1935)
- Shadows of the Orient, regia di Burt P. Lynwood (1935)
- Reckless Roads, regia di Burt P. Lynwood (1935)
- Bars of Hate, regia di Albert Herman (1935)
- Ciclone contro Zorro il bandito (Skull and Crown), regia di Elmer Clifton (1935)
- Bulldog Edition, regia di Charles Lamont (1936)
- Midnight Taxi, regia di Eugene Forde (1937)
- The Lady Escapes, regia di Eugene Forde (1937)
- La grande città (Big City), regia di Frank Borzage e George B. Seitz (1937)
- Back in Circulation, regia di Ray Enright (1937)
- Sottomarino D1 (Submarine D1), regia di Lloyd Bacon (1937)
- The Invisible Menace, regia di John Farrow (1938)
- Island in the Sky, regia di Herbert I. Leeds (1938) – non accreditato
- Blind Alibi, regia di Lew Landers (1938) – non accreditato
- Hunted Men, regia di Louis King (1938) – non accreditato
- Passport Husband, regia di James Tinling (1938) – non accreditato
- Illegal Traffic, regia di Louis King (1938)
- His Exciting Night, regia di Gus Meins (1938)
- Servizio della morte (Smashing the Spy Ring), regia di Christy Cabanne (1938)
- Pirates of the Skies, regia di Joseph A. McDonough (1939)
- The Mysterious Miss X, regia di Gus Meins (1939)
- Wings of the Navy, regia di Lloyd Bacon (1939)
- Society Smugglers, regia di Joe May (1939)
- Street of Missing Men, regia di Sidney Salkow (1939)
- La via dei giganti (Union Pacific), regia di Cecil B. DeMille (1939)
- Confessioni di una spia nazista (Confessions of a Nazy Spy), regia di Anatole Litvak (1939) – non accreditato
- Trapped in the Sky, regia di Lewis D. Collins (1939)
- Indianapolis Speedway, regia di Lloyd Bacon (1939)
- Hidden Power, regia di Lewis D. Collins (1939)
- La tigre del mare (Thunder Afloat), regia di George B. Seitz (1939)
- The Phantom Creeps, regia di Ford Beebe e Saul A. Goodkind (1939)
- La signora del venerdì (His Girl Friday), regia di Howard Hawks (1940)
- Passaggio a Nord-Ovest (Northwest Passage), regia di King Vidor (1940)
- Trovarsi ancora (Til We Meet Again), regia di Edmund Goulding (1940)
- Giubbe rosse (North West Mounted Police), regia di Cecil B. DeMille (1940)
- Arizona, regia di Wesley Ruggles (1940)
- March On, Marines, regia di B. Reeves Eason (1940) – cortometraggio - non accreditato
- The Lone Wolf Takes a Chance, regia di Sidney Salkow (1941)
- Arriva John Doe (Meet John Doe), regia di Frank Capra (1941)
- Il diavolo si converte (The Devil and Miss Jones), regia di Sam Wood (1941)
- A Shot in the Dark, regia di William C. McGann (1941)
- Reaching for the Sun, regia di William A. Wellman (1941)
- The Nurse's Secret, regia di Noel M. Smith (1941)
- Bombardieri in picchiata (Dive Bomber), regia di Michael Curtiz (1941)
- Tragedia ai Tropici (Law of the Tropics), regia di Ray Enright (1941)
- New York Town, regia di Charles Vidor (1941) – non accreditato
- La storia del generale Custer (They Died with Their Boots On), regia di Raoul Walsh (1941)
- Benvenuti al reggimento! (You're in the Army Now), regia di Lewis Seiler (1941)
- Bullet Scars, regia di D. Ross Lederman (1942)
- I Was Framed, regia di D. Ross Lederman (1942)
- Presi tra le fiamme (The Forest Rangers), regia di George Marshall (1942)
- Tennessee Johnson, regia di William Dieterle (1942)
- Ombre sul mare (Destroyer), regia di William A. Seiter e Ray Enright (1943)
- Adventures of the Flying Cadets, regia di Lewis D. Collins e Ray Taylor (1943)
- Jack London, regia di Alfred Santell (1943)
- Tornado, regia di William Berke (1943) – non accreditato
- La donna fantasma (Phantom Lady), regia di Robert Siodmak (1944)
- La nave della morte (Follow the Boys), regia di A. Edward Sutherland e John Rawlins (1944)
- È fuggita una stella (Song of the Open Road), regia di S. Sylvan Simon (1944)
- Raiders of Ghost City, regia di Lewis D. Collins e Ray Taylor (1944)
- Ragazze indiavolate (The Doughgirls), regia di James V. Kern (1944)
- Dark Mountain, regia di William Berke (1944)
- Vivendo un sogno (When the Lights Go on Again), regia di William K. Howard (1944)
- Murder in the Blue Room, regia di Leslie Goodwins (1944)
- G2 servizio segreto (Betrayal from the East), regia di William Berke (1945)
- Sangue nel sogno (Strange Illusion), regia di Edgar G. Ulmer (1945)
- Io ti salverò (Spellbound), regia di Alfred Hitchcock (1945)
- Follow That Woman, regia di Lew Landers (1945)
- Mysterious Intruder, regia di William Castle (1946)
- Il grande sonno (The Big Sleep), regia di Howard Hawks (1946)
- Her Sister's Secret, regia di Edgar G. Ulmer (1946)
- L'angelo del dolore (Sister Kenny), regia di Dudley Nichols (1946) – non accreditato
- Child of Divorce, regia di Richard Fleischer (1946)
- The Thirteenth, regia di William Clemens (1947)
- The Guilty, regia di John Reinhardt (1947)
- The Big Fix, regia di James Flood (1947)
- Alta marea (High Tide), regia di John Reinhardt (1947)
- La città magica (Magic Town), regia di William A. Wellman (1947)
- La moglie del vescovo (The Bishop's Wife), regia di Henry Koster (1947)
- Reaching from Heaven, regia di Frank R. Strayer (1948)
- L'impronta dell'assassino (I Wouldn't Be in Your Shoes), regia di William Nigh (1948)
- La città della paura (Station West), regia di Sidney Lanfield (1948)
- Il ragazzo dai capelli verdi (The Boy with Green Hair), regia di Joseph Losey (1948)
- Le due suore (Come to the Stable), regia di Henry Koster (1949)
- Il re dell'Africa (Mighty Joe Young), regia di Ernest B. Schoedsack (1949)
- The Devil's Henchman, regia di Seymour Friedman (1949)
- Peccato (Beyond the Forest), regia di King Vidor (1949)
- Dynamite Pass, regia di Lew Landers (1950)
- Sparate senza pietà (Undercover Girl), regia di Joseph Pevney (1950)
- Again… Pioneers, regia di William Beaudine (1950)
- Mrs. O'Malley and Mr. Malone, regia di Norman Taurog (1950) (non accreditato)
- Yvonne la francesina (Frenchie), regia di Louis King (1950)
- Tomahawk - Scure di guerra (Tomahawk), regia di George Sherman (1951)
- Nei bassifondi di Los Angeles (Cry Danger), regia di Robert Parrish (1951)
- Navy Bound, regia di Paula Landres (1951)
- Show Boat, regia di George Sidney (1951) – non accreditato
- Il grande bersaglio (The Tall Target), regia di Anthony Mann (1951) – non accreditato
- Omertà (People Against O'Hara), regia di John Sturges (1951)
- I miei sei forzati (My Six Convicts), regia di Hugo Fregonese (1952)
- Kociss l'eroe indiano (The Battle at Apache Pass), regia di George Sherman (1952)
- Il sogno dei miei vent'anni (Just for You), regia di Elliott Nugent (1952)
- Senza madre (My Pal Gus), regia di Robert Parrish (1952)
- La divisa piace alle signore (Never Wave at a WAC), regia di Elliott Nugent (1953)
- It Happens Every Thursday, regia di Joseph Pevney (1953)
- Il terrore del Golden West (Son of Belle Starr), regia di Frank McDonald (1953)
- L'isola nel cielo (Island in the Sky), regia di William A. Wellman (1953)
- Main Street to Broadway, regia di Tay Garnett (1953) – non accreditato
- Femmina contesa (Take the High Ground!), regia di Richard Brooks (1953) – non accreditato
- Le frontiere dei Sioux (The Nebraskan), regia di Fred F. Sears (1953)
- Prigionieri del cielo (The High and the Mighty), regia di William A. Wellman (1954)
- Al di là del fiume (Drums Across the River), regia di Nathan H. Juran (1954)
- Giungla umana (The Human Jungle), regia di Joseph M. Newman (1954)
- Atomic Energy as a Force for Good, regia di Robert Stevenson (1954) – cortometraggio
- Bulli e pupe (Guys and Dolls), regia di Joseph L. Mankiewicz (1955)
- Nessuno mi fermerà (Top Gun), regia di Ray Nazarro (1955)
- L'alba del gran giorno (Great Day in the Morning), regia di Jacques Tourneur (1956)
- Ricatto a tre giurati (Three for Jamie Dawn), regia di Thomas Carr (1956)
- L'agguato delle cento frecce (Dakota Incident), regia di Lewis R. Foster (1956)
- Curfew Breakers, regia di Alexander J. Wells (1954)
- L'idolo della canzone (Sing Boy Sing), regia di Henry Ephron (1958)
- La giostra dell'amore (Joy Ride), regia di Edward Bernds (1958)
- Il boia (The Hangman), regia di Michael Curtiz (1959) – non accreditato
- Ultima notte a Warlock (Warlock), regia di Edward Dmytryk (1959)
- Tuoni sul Timberland (Guns of the Timberland), regia di Robert D. Webb (1960)
- Wise Use of Credit (1960) – cortometraggio
- L'occhio caldo del cielo (The Last Sunset), regia di Robert Aldrich (1961)
- Il padrone di New York (King of the Roaring 20's: The Story of Arnold Rothstein), regia di Joseph M. Newman (1961)
- Viaggio in fondo al mare (Voyage to the Bottom of the Sea), regia di Irwin Allen (1961)
- Il mattatore di Hollywood (The Errand Boy), regia di Jerry Lewis (1961)
- Lo sport preferito dall'uomo (Man's Favorite Sport?), regia di Howard Hawks (1964)
- La valle dell'orso (The Night of the Grizzly), regia di Joseph Pevney (1966)
- Peter Gunn: 24 ore per l'assassino (Gunn), regia di Blake Edwards (1967)
- Change of Habit, regia di William A. Graham (1968)
- Cover Me Babe, regia di Noel Black (1970)
- Il caso Carey (The Carey Treatment), regia di Blake Edwards (1972)
- Won Ton Ton, il cane che salvò Hollywood (Won Ton Ton: the Dog Who Saved Hollywood), regia di Michael Winner (1976)
- Evil Town, regia di Curtis Hanson e Larry Spiegel (1977)
- C.H.O.M.P.S. Supercane robot (C.H.O.M.P.S.), regia di Don Chaffey (1979)

### Televisione
- The Marionette Mystery, regia di William Cameron Menzies – film TV (1950)
- The Bigelow Theatre – serie TV, 2 episodi (1951)
- Family Theatre – serie TV, 3 episodi (1949-1951)
- Your Favorite Story – serie TV, episodio 1x03 (1953)
- The Backbone of America, regia di Marc Daniels – film TV (1953)
- Lux Video Theatre – serie TV, episodio 4x19 (1954)
- The Ford Television Theatre – serie TV, episodio 2x21 (1954)
- Fireside Theatre – serie TV, episodio 7x10 (1954)
- Cavalcade of America – serie TV, episodio 3x06 (1954)
- December Bride – serie TV, episodi 1x21-1x23 (1955)
- Stage 7 – serie TV, episodio 1x11 (1955)
- The Mickey Rooney Show – serie TV, 24 episodi (1954-1955)
- Schlitz Playhouse of Stars – serie TV, episodi 2x43-5x01-5x09 (1953-1955)
- Producers' Showcase – serie TV, episodio 2x09 (1956)
- Crossroads – serie TV, episodio 1x32 (1956)
- Four Star Playhouse – serie TV, 8 episodi (1952-1956)
- The Best in Mystery – serie TV, 1 episodio (1956)
- Matinee Theatre – serie TV, episodi 1x118-1x183 (1956)
- On Trial – serie TV, episodio 1x03 (1956)
- Ethel Barrymore Theatre – serie TV, episodio 1x12 (1956)
- The Adventures of Ozzie & Harriet – serie TV, episodio 5x21 (1957)
- The 20th Century-Fox Hour – serie TV, episodi 2x06-2x14 (1956-1957)
- Climax! – serie TV, episodio 3x41 (1957)
- The Millionaire – serie TV, episodio 4x02 (1957)
- The Adventures of Jim Bowie – serie TV, episodio 2x10 (1957)
- Make Room for Daddy – serie TV, episodio 5x12 (1957)
- Playhouse 90 – serie TV, episodio 2x23 (1958)
- Navy Log – serie TV, episodio 3x26 (1958)
- Broken Arrow – serie TV, episodio 2x39 (1958)
- Richard Diamond (Richard Diamond, Private Detective) – serie TV, 8 episodi (1957-1958)
- Ricercato vivo o morto (Wanted: Dead or Alive) – serie TV, episodio 1x12 (1958)
- Maverick – serie TV, episodio 2x10 (1958)
- I racconti del West (Zane Grey Theater) – serie TV, episodi 1x16-3x08 (1957-1958)
- Trackdown – serie TV, episodi 2x07-2x16 (1958)
- The Ten Commandments, regia di Jack Smight – film TV (1959)
- Lux Playhouse – serie TV, episodio 1x12 (1959)
- David Niven Show (The David Niven Show) – serie TV, episodio 1x09 (1959)
- The Restless Gun – serie TV, episodio 2x38 (1959)
- Markham – serie TV, episodio 1x22 (1959)
- Goodyear Theatre – serie TV, episodio 3x04 (1959)
- Tightrope – serie TV, episodio 1x18 (1960)
- Gli uomini della prateria (Rawhide) – serie TV, episodi 2x08-2x16 (1959-1960)
- Bronco – serie TV, episodio 2x11 (1960)
- Tombstone Territory – serie TV, episodio 3x20 (1960)
- Letter to Loretta – serie TV, 6 episodi (1956-1960)
- Lawman – serie TV, episodio 2x25 (1960)
- The Deputy – serie TV, episodio 1x28 (1960)
- June Allyson Show (The DuPont Show with June Allyson) – serie TV, episodio 1x29 (1960)
- Tales of Wells Fargo – serie TV, episodio 4x37 (1960)
- The Man from Blackhawk – serie TV, episodio 1x36 (1960)
- General Electric Theater – serie TV, episodio 9x09 (1960)
- The Tall Man – serie TV, episodio 1x11 (1960)
- Peter Gunn – serie TV, episodio 3x11 (1960)
- Route 66 – serie TV, episodio 1x13 (1961)
- Carovana (Stagecoach West) – serie TV, episodio 1x17 (1961)
- Sugarfoot – serie TV, episodio 4x06 (1961)
- The Best of the Post – serie TV, episodio 1x22 (1961)
- Death Valley Days – serie TV, episodio 10x02 (1961)
- Lotta senza quartiere (Cain's Hundred) – serie TV, episodio 1x19 (1962)
- Shannon – serie TV, 11 episodi (1961-1962)
- Carovane verso il West (Wagon Train) – serie TV, episodio 6x01 (1962)
- Cheyenne – serie TV, episodi 1x08-2x19-4x13-7x09 (1956-1962)
- Il virginiano (The Virginian) – serie TV, episodio 1x17 (1963)
- Disneyland – serie TV, 5 episodi (1959-1963)
- Going My Way – serie TV, episodio 1x30 (1963)
- Undicesima ora (The Eleventh Hour) – serie TV, episodio 1x30 (1963)
- Il dottor Kildare (Dr. Kildare) – serie TV, episodio 2x32 (1963)
- La legge di Burke (Burke's Law) – serie TV, 64 episodi (1963-1965)
- Viaggio in fondo al mare (Voyage to the Bottom of the Sea) – serie TV, episodio 2x06 (1965)
- Perry Mason – serie TV, episodi 4x10-9x08 (1960-1965)
- The Farmer's Daughter – serie TV, episodio 3x07 (1965)
- La fattoria dei giorni felici (Green Acres) – serie TV, episodio 1x19 (1966)
- La leggenda di Jesse James (The Legend of Jesse James) – serie TV, episodio 1x26 (1966)
- Kronos - Sfida al passato (The Time Tunnel) – serie TV, episodio 1x23 (1967)
- Petticoat Junction – serie TV, 7 episodi (1968-1969)
- The Doris Day Show – serie TV, episodio 4x19 (1972)
- Ghost Story – serie TV, episodio 1x05 (1972)
- F.B.I. (The F.B.I.) – serie TV, episodio 8x06 (1972)
- Jigsaw – serie TV, episodio 1x04 (1972)
- Adam-12 – serie TV, episodio 5x21 (1973)
- Sulle strade della California (Police Story) – serie TV, episodio 1x08 (1973)
- The Phantom of Hollywood, regia di Gene Levitt – film TV (1974)
- Difesa a oltranza (Owen Marshall: Counselor at Law) – serie TV, episodio 3x22 (1974)
- Fantasilandia (Fantasy Island) – serie TV, episodio 2x09 (1978)
- Nancy, Sonny & Co. – serie TV, episodio 2x13 (1982)

## Doppiatori italiani
- Cesare Polacco in Jack London
- Vinicio Sofia in Io ti salverò
- Nino Pavese in Arriva John Doe
- Bruno Persa in La città magica
- Giuseppe Rinaldi in Giubbe rosse
- Luigi Pavese in La storia del generale Custer
- Arnoldo Foà in Il re dell'Africa
- Gualtiero De Angelis in La pattuglia dei senza paura (ridoppiaggio 1951)
- Lauro Gazzolo in Peccato
- Cesare Fantoni in Kociss, l’eroe indiano
- Giovanni Saccenti in Bulli e pupe
- Mario Besesti in L'alba del gran giorno
- Giorgio Capecchi in L'occhio caldo del cielo
- Gino Baghetti in Lo sport preferito dall'uomo
- Roberto Villa in Il grande sonno (ridoppiaggio 1975)